# Philodendron squamipetiolatum
Philodendron squamipetiolatum är en kallaväxtart som beskrevs av Thomas Bernard Croat. Philodendron squamipetiolatum ingår i släktet Philodendron och familjen kallaväxter. Inga underarter finns listade.